# Прохоров, Александр Дмитриевич
Александр Дмитриевич Прохоров (род. 22 апреля 1953) — заместитель генерального директора Смоленского производственного объединения «Кристалл», губернатор Смоленской области с 1998 по 2002 год, член Совета Федерации России с 1998 по 2001 год.

## Биография
Родился 22 апреля 1953 года в селе Кировское, Кировского района Сахалинской области в семье военнослужащего.
Всю свою жизнь провел в городе Смоленске. В 1970 году окончил среднюю школу № 26 города Смоленска. В 1976 году окончил Смоленский филиал Московского энергетического института. После окончания института по распределению работал на Смоленском авиационном заводе инженером, заместителем секретаря комитета комсомола. В 1980 году был избран вторым, а затем первым секретарём Смоленского горкома ВЛКСМ. С 1986 года работал заведующим промышленно-транспортным отделом и вторым секретарем Промышленного РК КПСС, заместителем и Председателем Промышленного райисполкома г. Смоленска. Заместителем начальника ЖКХ администрации города работает начиная с января 1992 года. В 1996 году назначается главой администрации Промышленного района, а в марте 1997 года утверждается на конкурсной основе главой администрации г. Смоленска. Женат, воспитывает сына и дочь. Увлекается спортом.

## Политическая деятельность
- С 1978 по 1986 год — второй, затем первый секретарь Смоленского горкома ВЛКСМ.
- С 1986 по 1987 год — заведующий промышленно-транспортным отделом Промышленного РК КПСС Смоленска. С 1987 по 1989 год — заместитель председателя исполкома Промышленного районного Совета Смоленска.
- С 1989 по 1990 год — второй секретарь Промышленного РК КПСС. С 1990 по 1992 год — председатель исполкома Промышленного районного Совета. С 1992 по 1996 год — заместитель начальника Управления жилищно-коммунального хозяйства администрации Смоленска. С 1996 по 1997 год — глава администрации Промышленного района г. Смоленска.
- С 1997 по 1998 год — мэр Смоленска.
- В мае 1998 года был избран главой администрации Смоленской области, набрав во втором туре выборов 17 мая 67 % голосов избирателей и победив бывшего главу администрации области Анатолия Глушенкова (26,5 %). До 2002 года по должности входил в Совет Федерации, был членом Комитета по вопросам экономической политики.
- На очередных выборах главы администрации Смоленской области 19 мая 2002 года потерпел поражение: набрал 34,3 % голосов и занял второе место, уступив победу начальнику областного управления ФСБ Виктору Маслову.
- В 2004 году на Александра Прохорова было заведено уголовное дело по обвинению в растрате бюджетных денег.
- В 2009 году на выборах мэра Смоленска занял второе место с 20,22 % голосов.